# Vohemara
Vohemara is een geslacht van rechtvleugeligen uit de familie veldsprinkhanen (Acrididae). De wetenschappelijke naam van dit geslacht is voor het eerst geldig gepubliceerd in 1966 door Dirsh.

## Soorten
Het geslacht Vohemara  is monotypisch en omvat slechts de volgende soort:
- Vohemara hysielloides (Dirsh, 1966)